# Colobothea tristis
Colobothea tristis är en skalbaggsart som först beskrevs av Voet 1778.  Colobothea tristis ingår i släktet Colobothea och familjen långhorningar. Inga underarter finns listade i Catalogue of Life.